# Marija Bistrica

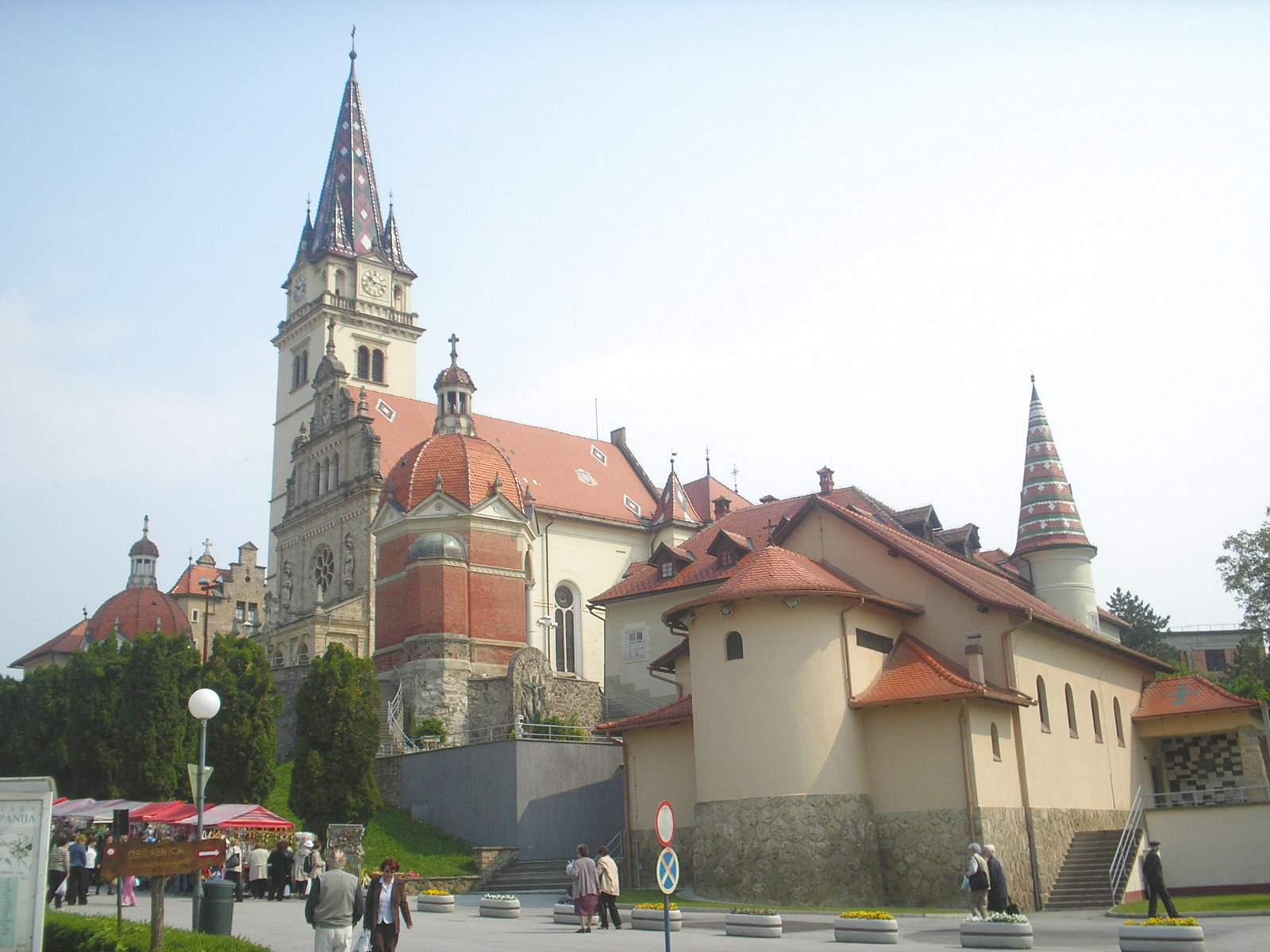
El santuari de Marija Bistrica

Marija Bistrica és un municipi del Comtat de Krapina-Zagorje, a Croàcia. Situat prop de la muntanya de Medvednica, no gaire lluny de Zagreb. El municipi té 5976 habitants (cens de 2011). A Marija Bistrica hi ha un santuari marià que és un popular destí de peregrinació. El 3 d'octubre de 1998, Joan Pau II va visitar Marija Bistrica, i va beatificar el Cardenal Alojzije Stepinac.